# Карим Рашид
Карим Рашид е египетски промишлен дизайнер.

## Биография
Наполовина е египтянин и англичанин. Получава бакалавърска степен по „Промишлен дизайн“ от Университета „Карлтън“ в Отава, Канада през 1982 г. Продължава обучението си в известни дизайн студия в Неапол, Италия.
След година отива в студиото на Родолфо Бонето в Милано. През 1993 г. стартира самостоятелната му дейност, след като си открива собствено студио в Ню Йорк.
Създава дизайнерски продукти за компании като Sony, Citibank, Issey Miyake, Prada и др. Негови творби са изложени в Музея на изкуството във Филаделфия, Съвременния музей на изкуствата и в редица други места в Америка, Япония, Нидерландия и Великобритания.
Рашид е създал повече от 2000 дизайна в областите интериор, мода, мебели, осветление и т.н.